# Wildest Dreams (Lied)
Wildest Dreams (englisch für Wildeste Träume) ist ein Lied der US-amerikanischen Singer-Songwriterin Taylor Swift aus ihrem 2014 erschienenen fünften Studioalbum 1989. Es wurde von Swift zusammen mit Max Martin und Shellback geschrieben. Das Lied wurde am 31. August 2015 als fünfte Single des Albums nach Bad Blood veröffentlicht.
Musikalisch ist Wildest Dreams eine Ballade mit Einflüssen von Dream Pop. Ein Remix des holländischen DJs R3hab wurde am 11. Oktober 2015 veröffentlicht.

## Komposition

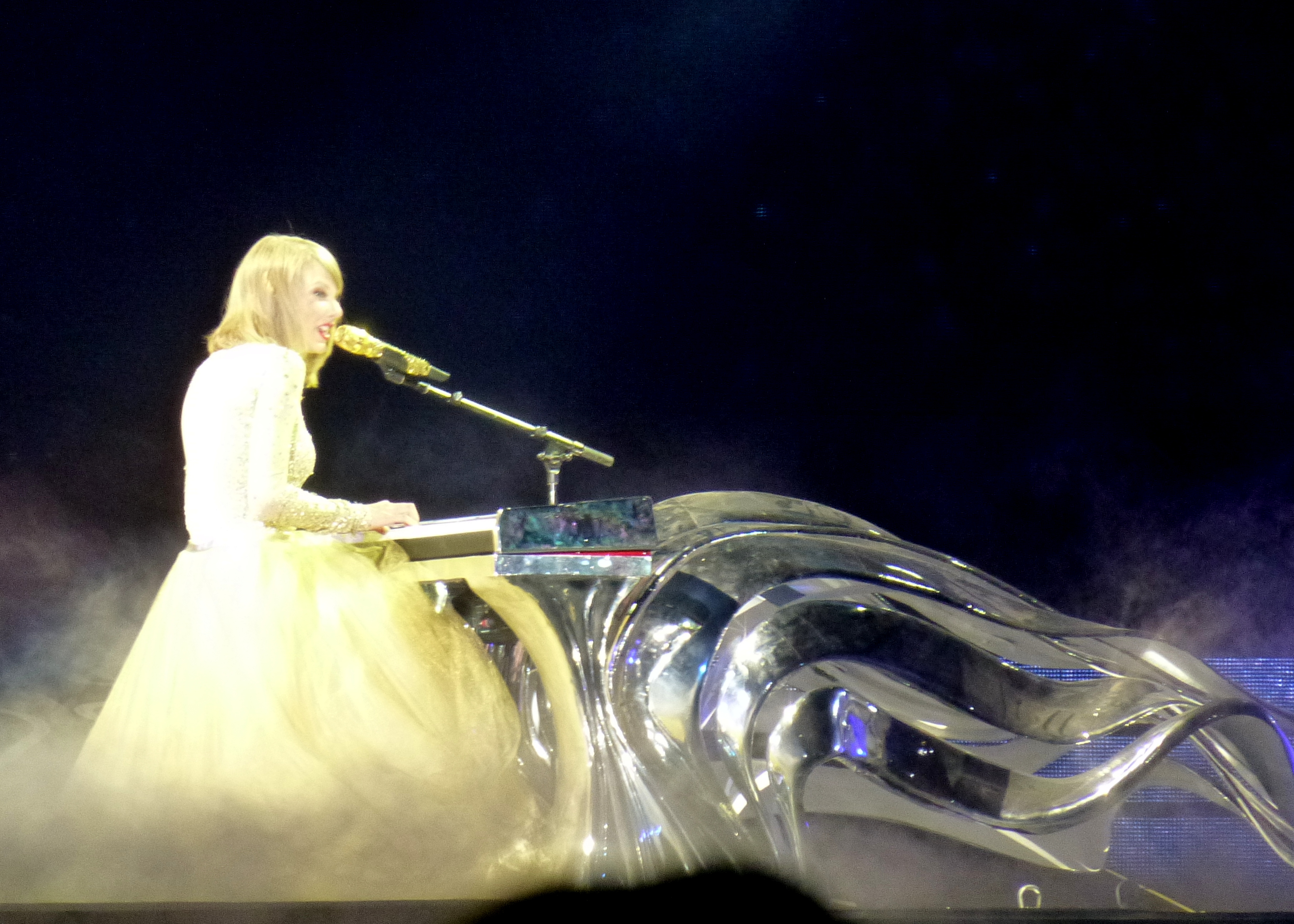
Taylor Swift spielt Wildest Dreams auf ihrer 1989 Tour in Detroit

Swift schrieb Wildest Dreams gemeinsam mit dessen Produzenten Max Martin und Shellback.
Wildest Dreams ist eine Ballade, die teils mit den Werken von Lana Del Rey verglichen wurde.
Das Lied steht in As-Dur und hat ein moderates Tempo von 69 beats per minute. Taylors Stimmumfang reicht von E3 bis E5.

## Musikvideo

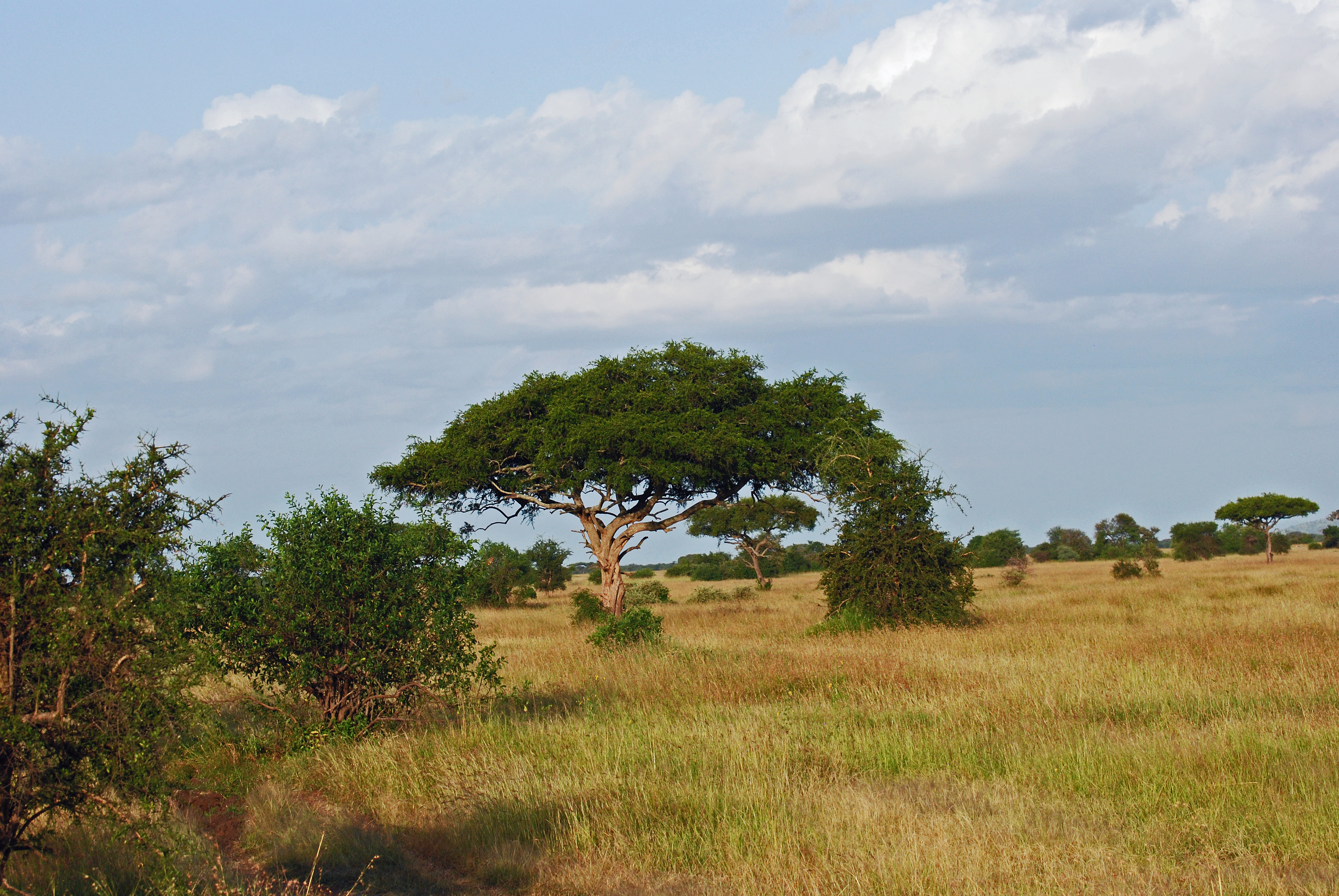
Teile des Videos wurden in der Serengeti in Tansania gedreht.

Regie des Musikvideos führte Joseph Kahn, der dies bereits bei Taylors vorherigen Singles Blank Space und Bad Blood tat. Gefilmt wurde in Afrika und Kalifornien.
Das Video lief erstmals im Vorfeld der MTV Video Music Awards 2015 am 30. August 2015.
In dem Video spielt Swift eine fiktive Schauspielerin namens Majorie Finn und Scott Eastwood spielt Robert Kingsley.
Swifts Oma hieß Majorie Finlay, ihr Opa hieß Robert, ihr Vater mit zweitem Vornamen Kingsley.
Swift bekam die Idee zu dem Video durch ein Buch von Ava Gardner und Peter Evans, The Secret Conversations.
Laut Khan basiert das Video auf klassischen Hollywood-Romanzen wie zwischen Elizabeth Taylor und Richard Burton sowie den Filmen African Queen, Jenseits von Afrika und Der englische Patient.
Das Video spielt in den 1950er Jahren in der afrikanischen Savanne. Die beiden Schauspieler, Majorie und Robert, drehen dort einen Film und verlieben sich ineinander. Nach einem Streit endet die Romanze und die beiden treffen sich auf der Premiere in Hollywood wieder.
Das Video wurde dafür gelobt, dass es gut zur Thematik des Liedes passe und sich durch die Hommage auf die alten Filme von durchschnittlichen Videos abhebe.
Brittany Spanos Rolling Stone fand, das Video bringe alten Hollywood-Glamour zurück.
Es gab auch kritische Stimmen, die meinten, das Video liefere eine geschönte Version des damaligen Kolonialismus.

## Rezensionen
Sputnikmusic meinte, Swift zeige, dass sie aktuelle Einflüsse aufnehmen und diese in etwas beeindruckend eigenes aufnehme.
Corey Beasley von PopMatters schrieb, Swift würde hier Lana Del Rey kopieren und auch die Atmosphäre ihrer Lieder gut rüberbringen.
Auch Marah Eakin vom A.V. Club und Alexis Petridis vom Guardian bemerkten die Einflüsse durch Lana Del Rey.
Die New York Times hob die ausgeprägtesten Variationen ihrer Stimme hervor, während sie den Vers eher ruhig singt, geht sie in der Bridge eine Oktave höher.

## Kommerzieller Erfolg

### Chartplatzierungen
Wildest Dreams erreichte zunächst als Albumtitel Platz 76 der US-amerikanischen Billboard Hot 100 am 15. November 2014. Nach der Veröffentlichung als Single kletterte es auf Platz fünf und zum fünften Top-10-Hit in Folge aus dem Album. Außerdem ist Wildest Dreams das sechste Lied von Taylor Swift auf Platz 1 der Billboard Radio Songs.
| ChartsChartplatzierungen       | Höchstplatzierung | Wochen |
| ------------------------------ | ----------------- | ------ |
| Deutschland (GfK)              | 51 (5 Wo.)        | 5      |
| Österreich (Ö3)                | 21 (19 Wo.)       | 19     |
| Schweiz (IFPI)                 | 53 (3 Wo.)        | 3      |
| Vereinigte Staaten (Billboard) | 5 (27 Wo.)        | 27     |
| Vereinigtes Königreich (OCC)   | 40 (12 Wo.)       | 12     |

| ChartsJahrescharts (2015)      | Platzierung |
| ------------------------------ | ----------- |
| Vereinigte Staaten (Billboard) | 57          |

### Auszeichnungen für Musikverkäufe
| Land/Region                  | Auszeichnungen für Musikverkäufe (Land/Region, Auszeichnung, Verkäufe) | Verkäufe  |
| ---------------------------- | ---------------------------------------------------------------------- | --------- |
| Australien (ARIA)            | 9× Platin                                                              | 630.000   |
| Brasilien (PMB)              | Diamant                                                                | 250.000   |
| Dänemark (IFPI)              | Platin                                                                 | 90.000    |
| Deutschland (BVMI)           | Gold                                                                   | 200.000   |
| Italien (FIMI)               | Platin                                                                 | 100.000   |
| Kanada (MC)                  | Platin                                                                 | 80.000    |
| Neuseeland (RMNZ)            | 3× Platin                                                              | 90.000    |
| Norwegen (IFPI)              | Gold                                                                   | 30.000    |
| Österreich (IFPI)            | Platin                                                                 | 30.000    |
| Portugal (AFP)               | 2× Platin                                                              | 20.000    |
| Spanien (Promusicae)         | Platin                                                                 | 60.000    |
| Vereinigte Staaten (RIAA)    | 4× Platin                                                              | 4.000.000 |
| Vereinigtes Königreich (BPI) | 2× Platin                                                              | 1.200.000 |
| Insgesamt                    | 2× Gold · 25× Platin · 1× Diamant ·                                    | 6.780.000 |

Hauptartikel: Taylor Swift/Auszeichnungen für Musikverkäufe/Lieder

## Wildest Dreams (Taylor’s Version)
Am 17. September 2021 veröffentlichte Swift eine Neueinspielung unter dem Namen Wildest Dreams (Taylor’s Version). Diese erschien 2023 auf ihrem Album 1989 (Taylor’s Version).
Chartplatzierungen
| ChartsChartplatzierungen       | Höchstplatzierung | Wochen |
| ------------------------------ | ----------------- | ------ |
| Vereinigtes Königreich (OCC)   | 25 (6 Wo.)        | 6      |
| Vereinigte Staaten (Billboard) | 19 (4 Wo.)        | 4      |

Auszeichnungen für Musikverkäufe

| Land/Region                  | Auszeichnungen für Musikverkäufe (Land/Region, Auszeichnung, Verkäufe) | Verkäufe  |
| ---------------------------- | ---------------------------------------------------------------------- | --------- |
| Australien (ARIA)            | 2× Platin                                                              | 140.000   |
| Brasilien (PMB)              | 2× Platin                                                              | 80.000    |
| Griechenland (IFPI)          | Gold                                                                   | 10.000    |
| Kanada (MC)                  | 2× Platin                                                              | 160.000   |
| Neuseeland (RMNZ)            | Platin                                                                 | 30.000    |
| Polen (ZPAV)                 | Gold                                                                   | 25.000    |
| Vereinigtes Königreich (BPI) | Platin                                                                 | 600.000   |
| Insgesamt                    | 2× Gold · 8× Platin ·                                                  | 1.045.000 |

Hauptartikel: Taylor Swift/Auszeichnungen für Musikverkäufe/Lieder